# Nationaal park Juruena
Het Nationaal park Juruena, gesticht in 2006, is het op twee na grootste nationale park van Brazilië. Het park heeft een oppervlakte van 195.752.671 ha, met inbegrip van de eilanden in de rivier Teles Pires (Rio São Manuel). Het park ligt langs de rivier de Juruena, in het noorden van de staat Mato Grosso.
Het park is bedoeld om een aantal bedreigde soorten te beschermen zoals de jaguar, reuzenotter en de harpij.

## Bedreigingen
Het park wordt zeer bedreigd door ontbossing. Ook landroof, de effecten van de veehouderij, visserij en delfstoffenwinning door dagbouw bedreigen het park.